# Infantaria
Infantaria (englischer Festivaltitel Infantry) ist ein brasilianischer Kurzfilm unter der Regie von Laís Santos Araújo aus dem Jahr 2022. Auf dem Curitiba International Film Festival feierte der Film im Juli 2022 seine Weltpremiere. Am 18. Februar 2023 folgte auf der Berlinale die internationale Premiere in der Sektion Generation.

## Handlung
Der Film spielt in einem konservativen und sumpfigen Brasilien. Joana wartet auf den Beginn ihrer Geburtstagsfeier und spielt mit einem Puppenhaus und Make-Up. Ihr Bruder Dudu sucht im Fernsehen nach seinem Vater und wünscht sich sehnlichst, er möge zu ihm kommen. Die Mutter ist mit den Vorbereitungen für das Fest beschäftigt. Verbena, ein Teenie-Mädchen, trifft unangekündigt ein, kommt aber nicht der Party wegen und hält ihre Absichten geheim. Joana ist neugierig, wer das neue Mädchen ist. Sie wünscht sich, bald ihre Periode zu bekommen und eine junge Dame zu werden. Die unterschiedlichen Wünsche können in Erfüllung gehen, aber nicht ohne Schmerzen. Joana beginnt, die Geschlechterrollen zu verstehen.

## Produktion

### Filmstab
Regie führte Laís Santos Araújo, die auch für Drehbuch und Filmschnitt verantwortlich war. Die Kameraführung lag in den Händen von Wilssa Esser.
In wichtigen Rollen sind Ana Luiza Ferreira, Karolayne Rayssa, Francisco Nunes und Ane Olivia zu sehen.

### Produktion und Förderungen
Produziert wurde der Film von Pedro Krull.

### Dreharbeiten und Veröffentlichung
Gedreht wurden die Szenen in Joanas Haus in der Gemeinde Barra de São Miguel in Alagoas.
Auf dem Curitiba International Film Festival feierte der Film im Juli 2022 seine Weltpremiere. Am 18. Februar 2023 folgte auf der Berlinale die internationale Premiere in der Sektion Generation.

## Auszeichnungen und Nominierungen
- 2022:  Olhar de Cinema – Curitiba International Film Festival
- 2022: Curtacinema – Rio de Janeiro International Short Film Festival[5]
- 2023: Internationale Filmfestspiele Berlin